# Worthington, Iowa
Worthington là một thành phố thuộc quận Dubuque, tiểu bang Iowa, Hoa Kỳ. Năm 2010, dân số của thành phố này là 401 người.

## Dân số
Dân số qua các năm:
- Năm 2000: 381 người.
- Năm 2010: 401 người.